# BOB HGe 3/3 21 bis 28
Die anlässlich der Elektrifikation im Jahre 1914 und 1915 beschafften elektrischen Lokomotiven für den gemischten Zahnrad- und Adhäsionsbetrieb der Baureihe HGe 3/3 21 bis 28 und die 1926 nachgelieferte HGe 3/3 29 prägten jahrelang das Erscheinungsbild der Berner Oberland-Bahn (BOB) auf deren Meterspur-Bahnstrecken zwischen Interlaken und Grindelwald sowie Interlaken und Lauterbrunnen.

## Geschichte

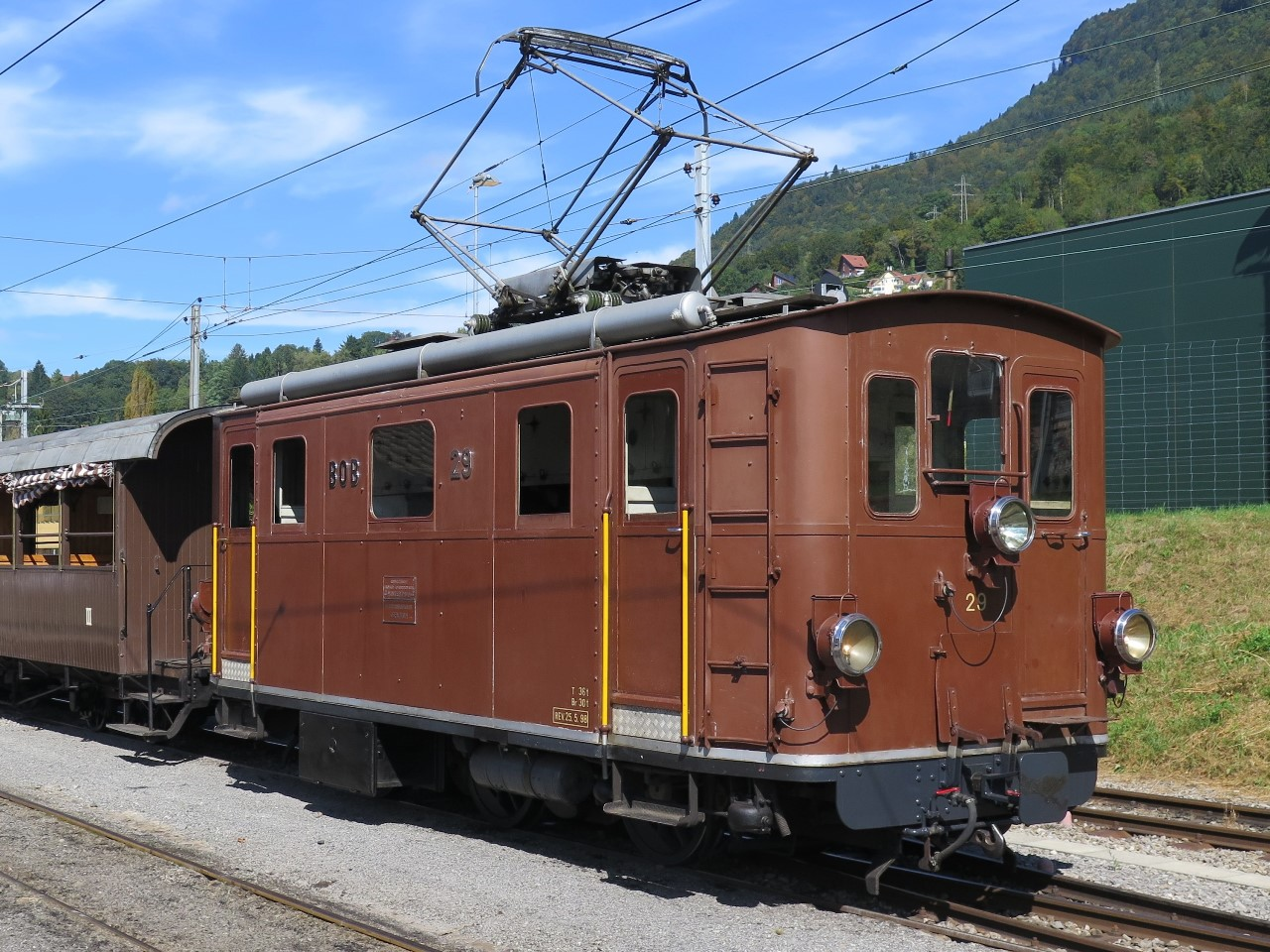
BOB HGe 3/3 bei der BC in Blonay in der Westschweiz im September 2014.

Trotz finanziell schwieriger Verhältnisse prüften die Berner Oberland-Bahnen sowohl für ihre Meterspurstrecken von Interlaken über Zweilütschinen nach Grindelwald bzw. Lauterbrunnen sowie die mit einer Spurweite von 800 mm gebaute Schynige Platte-Bahn (SPB) die Möglichkeit zur Elektrifikation.
Verschiedene Angebote von Elektrofirmen sind in den Archiven vorhanden. Überliefert ist unter anderem ein detailliertes Angebot der Maschinenfabrik Oerlikon (MFO) mit einer Seitenfahrleitung nach Emil Huber-Stockar, wie diese damals auf einem Abschnitt der Bahnstrecke Seebach-Wettingen probehalber im Einsatz war und dann bei der Locarno-Ponte-Brolla-Bignasco-Bahn (LPB), auch als Maggiatalbahn bezeichnet, zwischen Ponte Brolla und Bignasco angewendet wurde.
Dieses Angebot beinhaltete Triebwagen in ähnlicher Bauart wie die 1906 und 1908 an die Martigny-Châtelard-Bahn (MC) gelieferten Personen-Gepäcktriebwagen BCFe 4/4 11 bis 15 die mit einer elektrischen Ausrüstung der Maschinenfabrik Oerlikon versehen wurden. Diese Triebwagen hatten Drehgestelle mit getrenntem Adhäsions- und Zahnradantrieb. Während der eine Elektromotor im Drehgestell eine Achse direkt und die andere über Kuppelstangen antrieb, wirkte der andere Motor auf das sich auf der über die Kuppelstange angetriebene Achse befindende Zahnrad.
Gewählt wurde letztendlich in Koordination mit der gleichzeitigen Elektrifikation der ebenfalls in 800 mm Spurweite ausgeführten Bergbahnstrecken der Wengernalpbahn (WAB) eine Lösung mit 1500 Volt Gleichstrom, klassischer Fahrleitungsbauart und mit Lokomotiven einer gedrungenen Bauart, die sich an den damals durch die Rhätische Bahn (RhB) beschafften Ge 2/4 und den verschiedenen etwas grösseren Ge 4/6 orientierten.
Mit den HGe 3/3 wurde das bewährte Konzept der zehn vorhandenen Dampflokomotiven HG 3/3 mit getrenntem Adhäsions- und Zahnradantrieb übernommen. Ein starker Elektromotor wirkte auf die drei mit Stangen gekuppelten Achsen im Adhäsionsantrieb. Ein zweiter baugleicher Motor diente als Antrieb des Treibzahnrads. Das zweite Zahnrad war nicht angetrieben und fungierte als Bremszahnrad. Während im Adhäsionsbetrieb ein Elektromotor verwendet wurde, standen im Zahnradbetrieb beide Motoren in Serie geschaltet im Einsatz. Auch war eine Widerstandsbremse eingebaut.
Typisches äusseres Merkmal der meterspurigen HGe 3/3 21 bis 28 und HGe 3/3 29 wie auch der in der gleichen Zeit für die Schynige Platte-Bahn beschafften reinen Zahnradbahn-Lokomotiven He 2/2 1 bis 4 (SLM Fabrikationsnummern 2346 bis 2349) war ein wuchtiger Pantograf mit zwei weit voneinander angebrachten Schleifstücken.
Die Wengernalpbahn wählte bei baugleicher Fahrleitung eine eigene eigenwillige Pantografen-Konstruktion, ebenfalls mit weit voneinander angebrachten Schleifstücken, für ihre einige Jahre vorher beschafften weitgehend mit den Lokomotiven der Schynige Platte-Bahn baugleichen Lokomotiven He 2/2 51 bis 63 (SLM-Fabrikationsnummern 1948, 1953, 1954, 1955, 2086, 2087, 2088, 2089, 2169, 2170, 2236, 2237 und 2238).
Diese wuchtigen Pantografen der Lokomotiven der Berner-Oberland-Bahn wie die eigenwillige Konstruktion der Lokomotiven der Wengernalpbahn bewährten sich bestens und wurden erst im Verlaufe der Zeit gegen neuere Konstruktionen ausgetauscht, zum Teil noch gegen Einholm-Pantografen.
Obschon für die Lokomotiven 21 bis 28 (SLM Fabrikationsnummern 2365 bis 2372) das Baujahr 1914 anerkannt ist, wurde die erste Lokomotive bereits im Jahre 1913 in Betrieb gesetzt. Die Lokomotive 26 als letztes geliefertes Exemplar wurde zunächst auf der Schweizerischen Landesausstellung in Bern gezeigt und kam erst 1915 in Dienst.
Nachdem an den Lokomotiven 21 bis 28 verschiedene kleinere Verbesserungen vorgenommen wurden, wurde 1926 eine weitere Lokomotive, die 29 (SLM-Fabrikationsnummer 3127), in einer in weiteren Details verbesserten Ausführung nachbeschafft. Äusserlich ist die nachbeschaffte Lokomotive daran zu erkennen, dass das mittlere Frontfenster gegenüber den beiden seitlichen Frontfenstern sichtbar erhöht ist.
Nach der Auslieferung der elektrischen Personen- und Gepäck-Triebwagen ABDeh 4/4 301 bis 303 im Jahre 1949 wurden die Lokomotiven ins zweite Glied verdrängt. Mit der kontinuierlichen Lieferung weiterer Triebwagen sowie der Bildung von Pendelzügen wurden die Lokomotiven auch wegen der geringen Höchstgeschwindigkeit immer weniger eingesetzt, Stück für Stück ausgemustert und dann abgebrochen. Letztmals waren die beiden noch vorhandenen Lokomotiven HGe 3/3 24 und HGe 3/3 29 im Jahre 2013 fahrplanmässig vor Sonder- und Dienstzügen im Einsatz.

## Anstrich
Anfänglich wurden alle Lokomotiven in grüner Farbe eingesetzt, ausgenommen die nachgelieferten HGe 3/3 29, die eine eisengraue Farbgebung mit schwarz gestrichenen Abdeckleisten erhielt.
Durch die damalige Behandlung der Farbe wandelte sich die grüne Farbe langsam in eine etwas verwaschene mattschwarze Farbe. Dies war in ausgeprägter Form auch bei den He 2/2-Lokomotiven der Wengernalpbahn sichtbar.
Die meisten, aber nicht alle, HGe 3/3 Lokomotiven der Berner Oberland-Bahnen wurden ab den 1950er Jahren erst in einem hellen Braun, dann später bei einem erneut notwendigen Neuanstrich, in einem dunkleren Braun gestrichen. Der schokoladefarbige Anstrich entspricht im Wesentlichen dem Braun, wie ihn die Personenwagen nach der Änderung des Anstriches von Grün auf Braun erhielten und sie die heute bei der Museumsbahn Blonay–Chamby (BC) eingesetzte Lokomotive HGe 3/3 29 besitzt.

## Verbleib
Von den Lokomotiven des Typs HGe 3/3 der BOB sind zwei Stück weitgehend im Originalzustand vorhanden. Während sich die He 3/3 24 mit Stand 2014 durch den Modelleisenbahnfreunde Eiger Zweilütschinen (MEFEZ) betreut als Ausstellungsstück in Zweilütschinen befindet, steht die He 3/3 29 seit 2013 im Eigentum der Museumsbahn Blonay–Chamby und bildet dort seit 2014 nach den vorgenommenen Anpassungen, zusammen mit dem «Kaiserwagen» der BOB und dem Sommerwagen C4 41 den «Jungfrau Nostalgie Express».

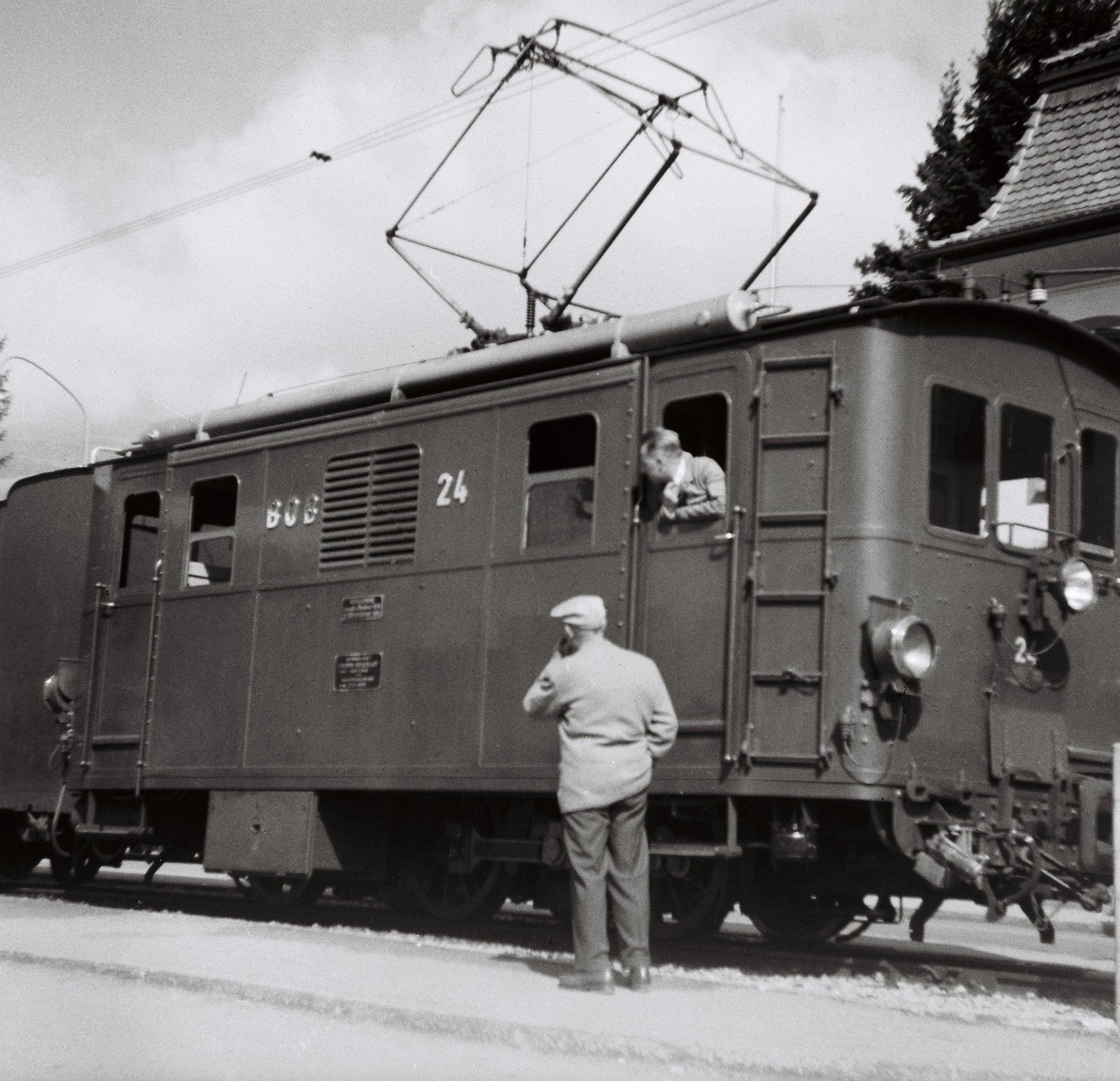
Lokomotive Nr. 24 im Jahre 1957

| Betriebs- nummer | Inbetrieb- nahme | Verbleib                                          |
| ---------------- | ---------------- | ------------------------------------------------- |
| 21               | 1914             | Abbruch 1976                                      |
| 22               | 1914             | Abbruch 1989                                      |
| 23               | 1914             | Abbruch 1976                                      |
| 24               | 1914             | in Zweilütschinen ausgestellt                     |
| 25               | 1914             | Abbruch 1989                                      |
| 26               | 1915             | 1983 an Schenker Bern, 2002 an Bahnmuseum Kerzers |
| 27               | 1914             | Abbruch 1975                                      |
| 28               | 1914             | Abbruch 1976                                      |
| 29               | 1926             | 2013 an Museumsbahn Blonay–Chamby                 |